# Tadalafil
 Denne artikel bør gennemlæses af en person med fagkendskab for at sikre den faglige korrekthed.

Tadalafil (INN) er en PDE5 inhibitor, der markedsføres i pilleform for behandling af erektil dysfunktion (ED) under varemærket Cialis og under varemærket Adcirca for behandling af Pulmonal arteriel hypertension. Generiske versioner findes og markedsføres under virkemidlets (tadalafil) navn.
Medikamentet blev introduceret på markedet i 2003[kilde mangler] og ligner i sin virkning Viagra og Levitra. Men mens disse virker i op til fem timer efter indtagelsen, er virkningstiden for Cialis op til 36 timer. Tadalafil har en halveringstid i kroppen på ca 17 timer.

## Hvilken dosering skal jeg vælge?
Doseringen vil afhænge af flere forskellige faktorer, herunder sværhedsgraden af impotens, mulige lægemiddelinteraktioner, alder og medicinsk historie. Der er to forskellige slags Cialis; Cialis en gang om dagen og Cialis efter behov. Der er fire forskellige doser af Cialis, der er tilgængelige. Disse er: 2,5 mg, 5 mg, 10 mg og 20 mg. 
Cialis en gang om dagen:
Kommer i 2,5 mg og 5 mg. Pillen tages en gang dagligt. Den gør, at manden ikke behøver at planlægge, hvornår han vil have samleje, da pillen gør, han kan opnå erektion, når han vil. Cialis en gang om dagen er anbefalet til mænd, der forventer at være seksuelt aktive to til flere gange om ugen.
Doseringen 2,5 mg er normalt ordineret til mænd, der er meget tilbøjelige til at få bivirkninger, men kræver hjælp til at opnå en erektion med succes. Hvis dette ikke har en god nok effekt, kan lægen øge dosis til 5 mg. Tager man 5 mg dagligt, vil man efter en lille uges tid have et niveau af tadalafil i kroppen, der svinger mellem 3,15 mg og 8,15 mg. Det er for rigtig mange mænd tilstrækkeligt for at opnå en brugbar erektion på et vilkårligt tidspunkt. 
Undersøgelser viser, at cialis dagligt har få bivirkninger.  
Cialis:
Cialis, som også er kendt som weekend-pillen, har en virkning i op til 36 timer, derved kan pillen behandle rejsningsproblemer over en længere periode. Denne Cialis pille indtages 30-60 minutter før samlejet, derved skal man “planlægge” hvornår man ønsker at have samleje. Startdosis er sædvanligvis 10 mg, som virker effektivt på de fleste brugere. 20mg er normalt anbefalet, hvis de andre doseringer ikke har vist sig potente nok, og der ingen bivirkninger har været.  
”At disse potenspiller har en virkning efter 30 min og kan vare op til 36 timer betyder ikke, at en erektion holder i op til 36 timer, men at der er mulighed for en erektion inden for denne periode ved seksuel stimulering.”